# Nhà máy nhiệt điện Zmiivska

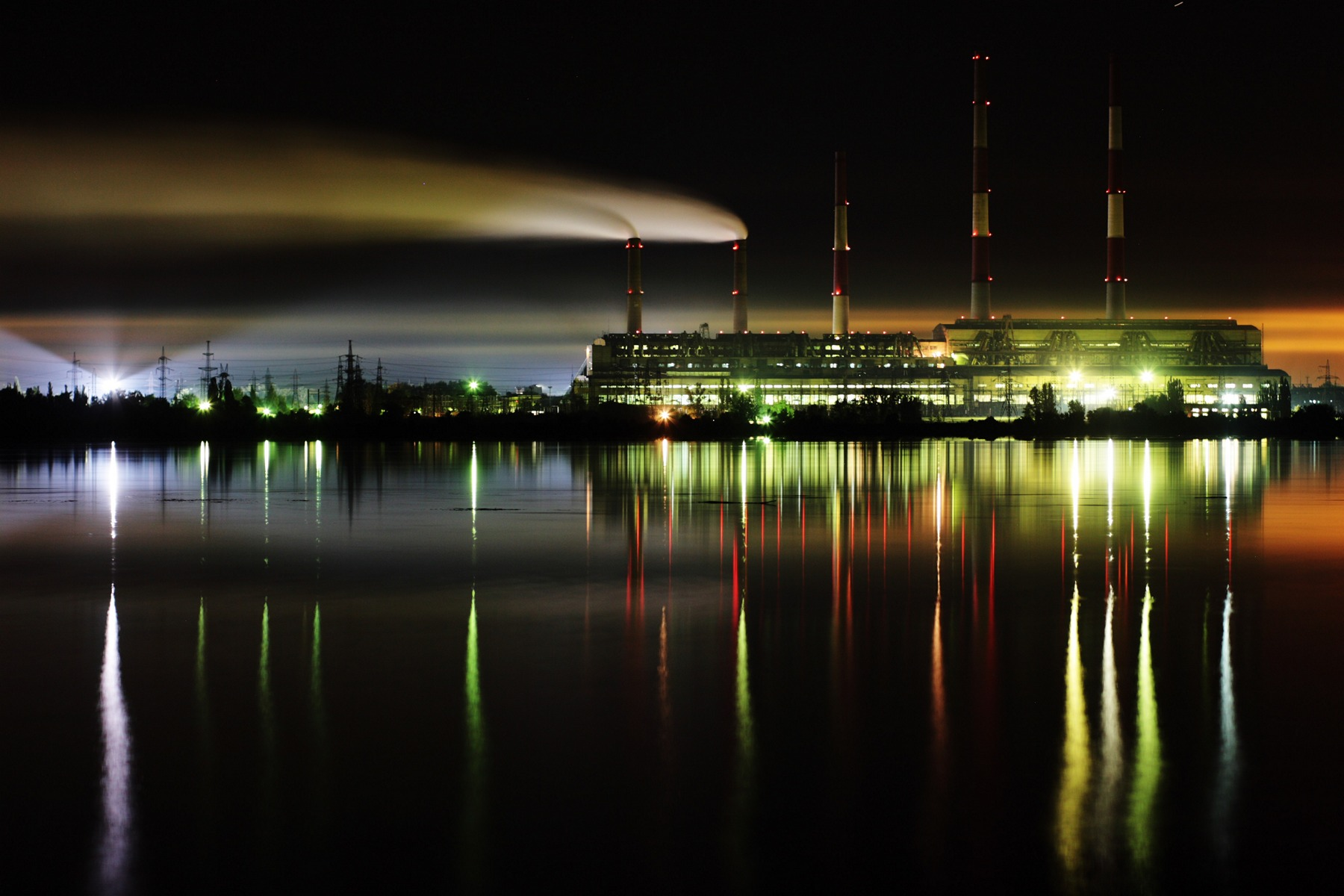
Nhà máy nhiệt điện Zmiivska năm 2007

Nhà máy nhiệt điện Zmiivska (tiếng Ukraina: Зміївська ТЕС) là một nhà máy nhiệt điện lớn ở Slobozhanske, Chuhuiv Raion, Kharkiv, Ukraina. Đây là một trong những nhà máy điện lớn nhất của Ukraina. Nhà máy do Centrenergo quản lý. Nhà máy có công suất lắp đặt 2.400 MWe và chủ yếu hoạt động bằng than. Nhà máy hầu như bị phá hủy trong lúc Nga xâm lược Ukraina vào ngày 22 tháng 3 năm 2024.

## Lịch sử
Quá trình xây dựng nhà máy điện được phê duyệt vào năm 1955 và đi vào vận hành năm 1960.
Trong thời kỳ Nga tấn công Ukraina, nhà máy bị thiệt hại do pháo kích của Nga vào tháng 9 năm 2022. Khiến bốn công nhân tại nhà máy điện thiệt mạng, ảnh hưởng việc cung cấp điện và nước. Thiệt hại được khắc phục sau đó.

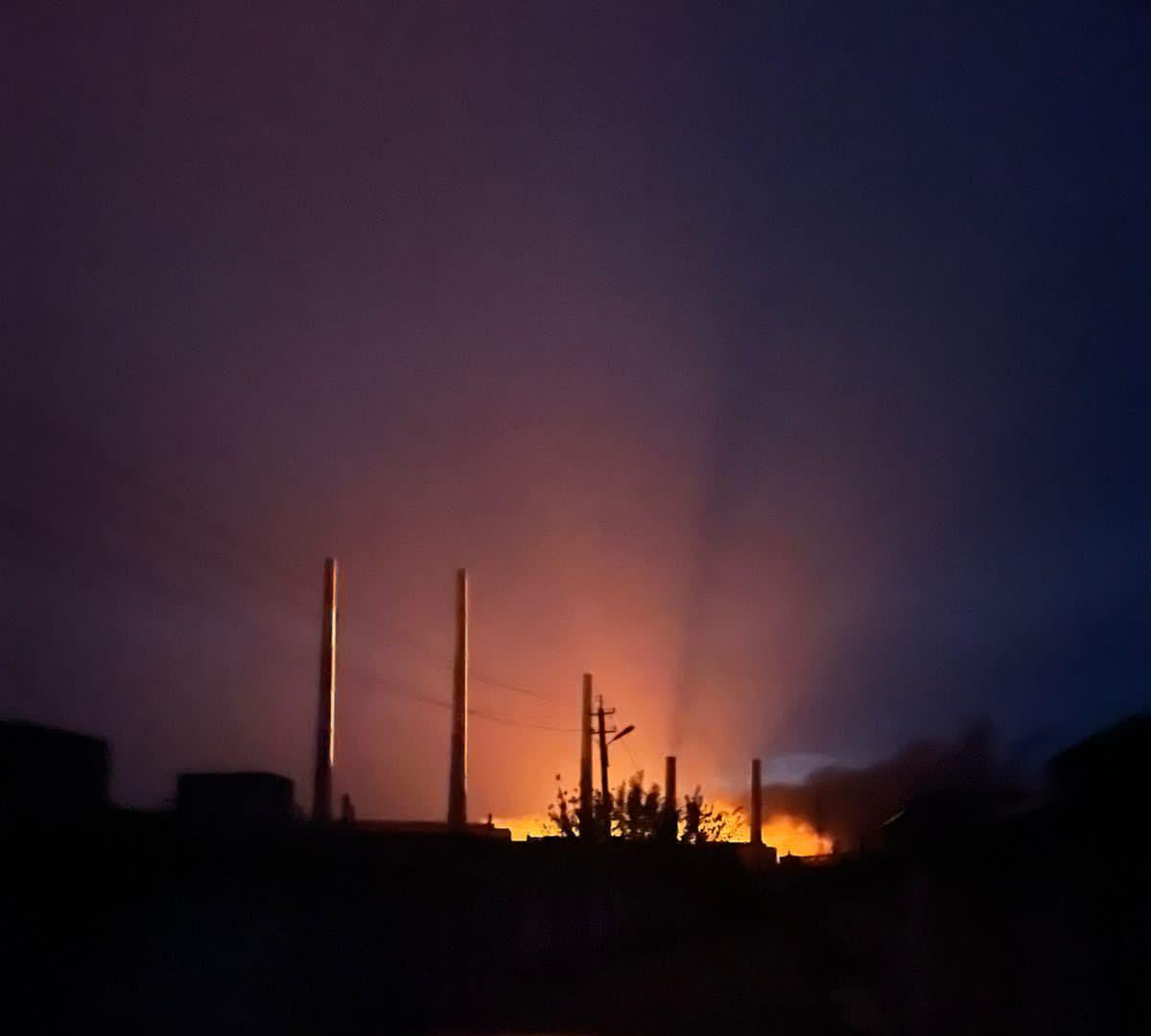
Nhà máy nhiệt điện Zmiivska sau trận pháo kích của Nga, ngày 11 tháng 9 năm 2022

Vào năm 2023, nhà máy được tăng cường phòng thiệt hại chiến tranh, thêm các cấu trúc che chắn bao quanh nhà máy, nhằm bảo vệ đề phòng "mảnh tên lửa, các cuộc không kích gián tiếp của UAV" và nguy cơ tương tự.
Trong cuộc tấn công của Nga vào Ukraina ngày 22 tháng 3 năm 2024, nhà máy chịu thiệt hại nghiêm trọng do Nga oanh tạc và được cho là đã bị "phá hủy". Công ty quản lý nhà máy Centrenergo, cho biết do thiệt hại lớn nên việc khắc phục sẽ tốn nhiều thời gian và yêu cầu viện trợ quốc tế.
Hậu quả cuộc tấn công, tình trạng mất điện làm ảnh hưởng đến khoảng 700.000 cư dân trong khu vực; vài ngày sau đó, hơn 100.000 cư dân vẫn bị ảnh hưởng và lịch trình cúp điện được thực hiện hàng giờ. Nhà máy Zmiivska là một trong những cơ sở hạ tầng năng lượng bị thiệt hại trong vụ tấn công ngày 22 tháng 3; ba ngày sau vụ tấn công, nhà máy điện nhiệt kết hợp Kharkiv TEC-5 tuyên bố ngừng hoạt động do thiệt hại trong vụ tấn công.